# Lakkonjåsjaureh
Lakkonjåsjaureh är en sjö i Kiruna kommun i Lappland och ingår i Torneälvens huvudavrinningsområde. Sjön har en area på 0,121 kvadratkilometer och ligger 763,7 meter över havet. Lakkonjåsjaureh ligger i Pältsa Natura 2000-område.

## Delavrinningsområde
Lakkonjåsjaureh ingår i det delavrinningsområde (766235-168706) som SMHI kallar för Mynnar i Muonioälven. Medelhöjden är 751 meter över havet och ytan är 29,14 kvadratkilometer. Det finns inga avrinningsområden uppströms utan avrinningsområdet är högsta punkten. Vattendraget som avvattnar avrinningsområdet har biflödesordning 3, vilket innebär att vattnet flödar genom totalt 3 vattendrag innan det når havet efter 563 kilometer. Avrinningsområdet består mestadels av skog (17 procent) och kalfjäll (71 procent). Avrinningsområdet har 1,03 kvadratkilometer vattenytor vilket ger det en sjöprocent på 3,5 procent.